# Ápio Ânio Galo
Ápio Ânio Galo (em latim: Appius Annius Gallus) foi um senador romano nomeado cônsul sufecto para o nundínio de julho a dezembro de 67 com Lúcio Verulano Severo. Ele é geralmente identificado como sendo o general de mesmo nome que apoiou Otão no ano dos quatro imperadores (69). 

## Carreira
Com exceção de seu consulado, não se conhece mais nenhum cargo ocupado por Galo antes de 69. Naquele ano, o efêmero imperador Otão o selecionou para ser um de seus generais. Galo, juntamente com Suetônio Paulino e Aulo Mário Celso, lideraram as tropas otonianas para enfrentar as legiões que apoiavam Vitélio perto do rio Pó. Tácito conta que Galo assumiu o comando da vanguarda com Tito Vestrício Espurina. Uma vez lá, Galo enviou Espurina para ocupar Placentia enquanto ele próprio marchava até Verona. Ao saber que o destacamento de Espurina estava cercado por tropas vitelianas, Galo marchou para ajudá-lo, mas parou em Bedríaco quando notícias chegaram até ele indicando que os vitelianos haviam sido repelidos.
Galo não estava presente na Primeira Batalha de Bedríaco, que aconteceu em seguida, por que havia se machucado ao cair de seu cavalo. Juntamente com Suetônio Paulino e Mário, ele foi contra enfrentar as forças de Vitélio imediatamente e aconselhou, com os colegas, Otão a esperar a chegada das legiões dos Bálcãs. Apesar disso, Otão ignorou o conselho e seus homens foram decisivamente derrotados. Quando Védio Áquila, o comandante de uma das legiões de Otão, retornou ao acampamento e seu viu como uma vítima em potencial de um grupo de soldados derrotados, Galo interveio e salvou sua vida.
Apesar de ter apoiado um dos rivais fracassados pelo trono imperial, Galo conseguiu sobreviver aos expurgos que vieram depois da vitória de Vespasiano. Sua próxima aparição nas fontes é como general do imperador com a missão de apoiar na supressão de uma revolta dos sequanos, que haviam se rebelado com os batavos. Werner Eck entende que este fato é uma evidência de que ele havia sido nomeado governador da Germânia Superior perto do final de 69, uma posição na qual ele se manteve até 72, quando foi substituído por Cneu Pinário Cornélio Clemente.
Depois disto, nada mais se sabe sobre ele.

## Família
Galo possivelmente se casou com Trebônia, filha de Públio Trebônio, cônsul sufecto em 53. Se for este o caso, é possível que Ápio Ânio Trebônio Galo, cônsul em 108, seja filho do casal.